# Chalixodytes chameleontoculis
Chalixodytes chameleontoculis és una espècie de peix de la família dels creèdids i de l'ordre dels perciformes.

## Descripció
El cos, semblant morfològicament al d'una anguila, fa 4,6 cm de llargària màxima i presenta una coloració pàl·lida amb 13-19 franges fosques al dors. Absència d'aleta adiposa i d'espines a les aletes dorsal i anal. 37-40 radis tous a l'única aleta dorsal, 37-40 a l'anal i 11-13 a les pectorals. Línia lateral no interrompuda i amb 57-59 escates.

## Alimentació
El seu nivell tròfic és de 3,01.

## Hàbitat i distribució geogràfica
És un peix marí, associat als esculls i de clima tropical, el qual viu a l'Índic (l'arxipèlag de les Txagos, l'illa de la Reunió i les Seychelles) i el Pacífic occidental central (Austràlia). És probable que també sigui present a Nova Caledònia i Tonga.

## Observacions
És inofensiu per als humans i el seu índex de vulnerabilitat és baix (10 de 100).